# Пиран
Пиран (словен. Piran) — місто в однойменній общині, Регіон Обално-крашка, Словенія. Висота над рівнем моря: 16 м.
Пиран — одне з міст тридцятикілометрової смуги словенського узбережжя. Місто розташоване на однойменній затоці на Адріатичному морі за 7 км від хорватського кордону, за 19 на південний захід від Коперу та за 23 км від італійського кордону.
Місто пов'язане прибережними дорогами з містами словенського узбережжя, італійським Трієстом та хорватською Істрією. Регулярне автобусне сполучення з Любляною, сусідніми містами Словенії, Хорватії та Італії. Є пасажирський морський порт.
У місті є багато середньовічної архітектури, з вузькими вулицями і компактними будинками. До середини XX століття італійська була домінуючою мовою, але була замінена словенським населенням, що сюди переїхало.

## Мова
| Рік  | Словенська мова | Хорватська мова | Італійська мова | Сербохорватська мова |
| ---- | --------------- | --------------- | --------------- | -------------------- |
| 2002 | 66.70 %         | 8.37 %          | 7.00 %          | 2.99 %               |

## Пам'ятки
- Собор св. Георгія.
- Пам'ятник Тартіні на центральній площі міста, що має ім'я композитора.
- Будинок Тартіні
- Морський музей імені Сергія Машери.

## Відомі люди
У Пирані народився знаменитий італійський композитор і скрипаль Джузеппе Тартіні (1692–1770); його ім'ям названа центральна площа, на якій встановлено пам'ятник музиканту.

## Галерея

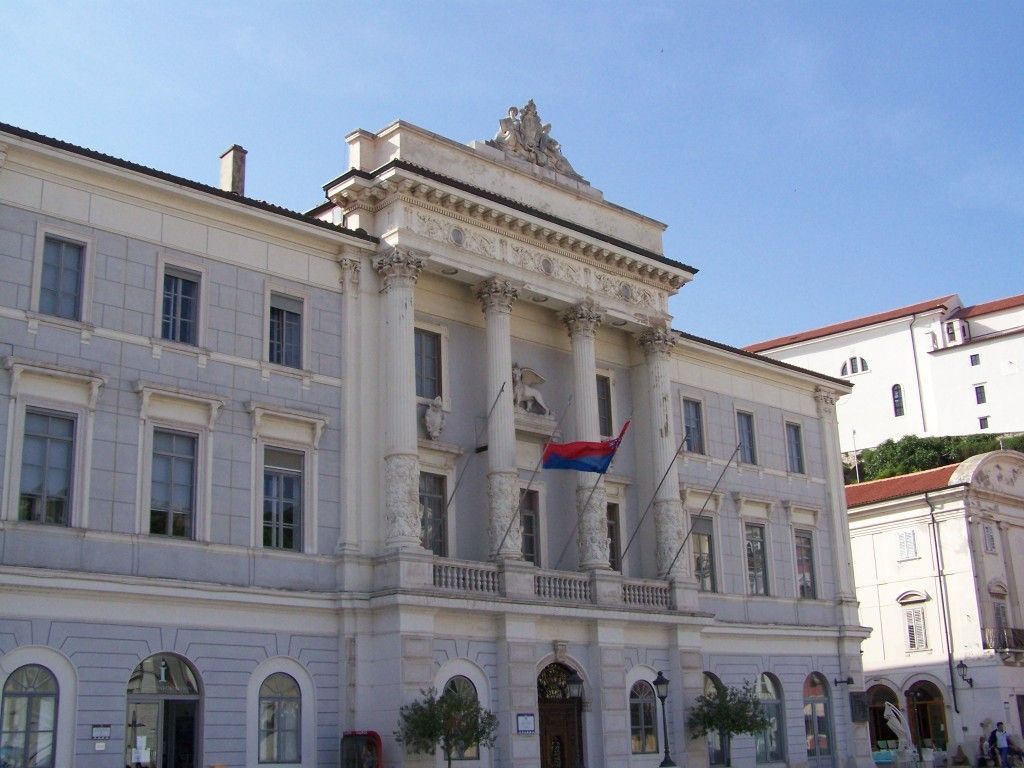
ратуша
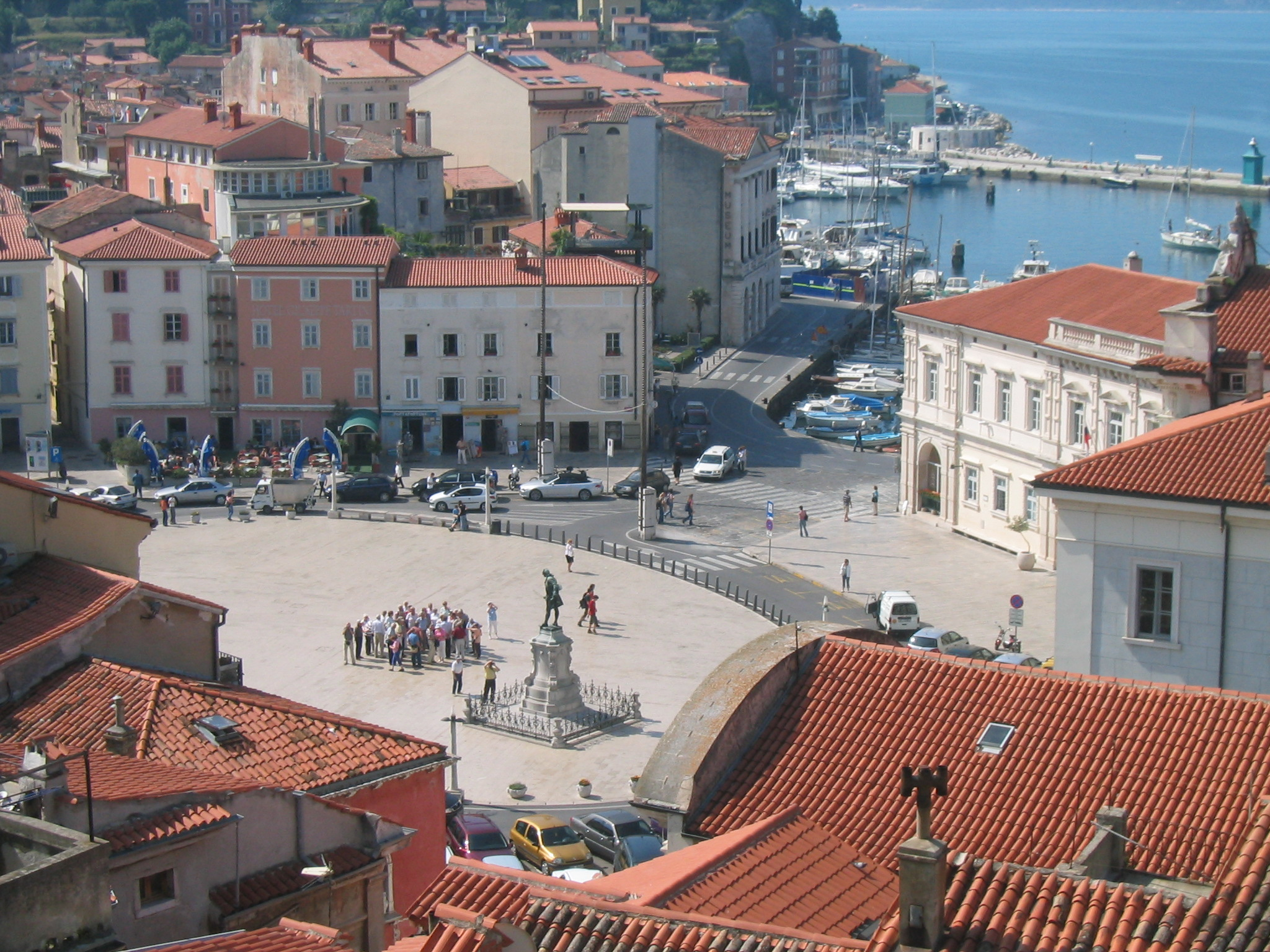
Ринок
Пиран у Середньовіччі
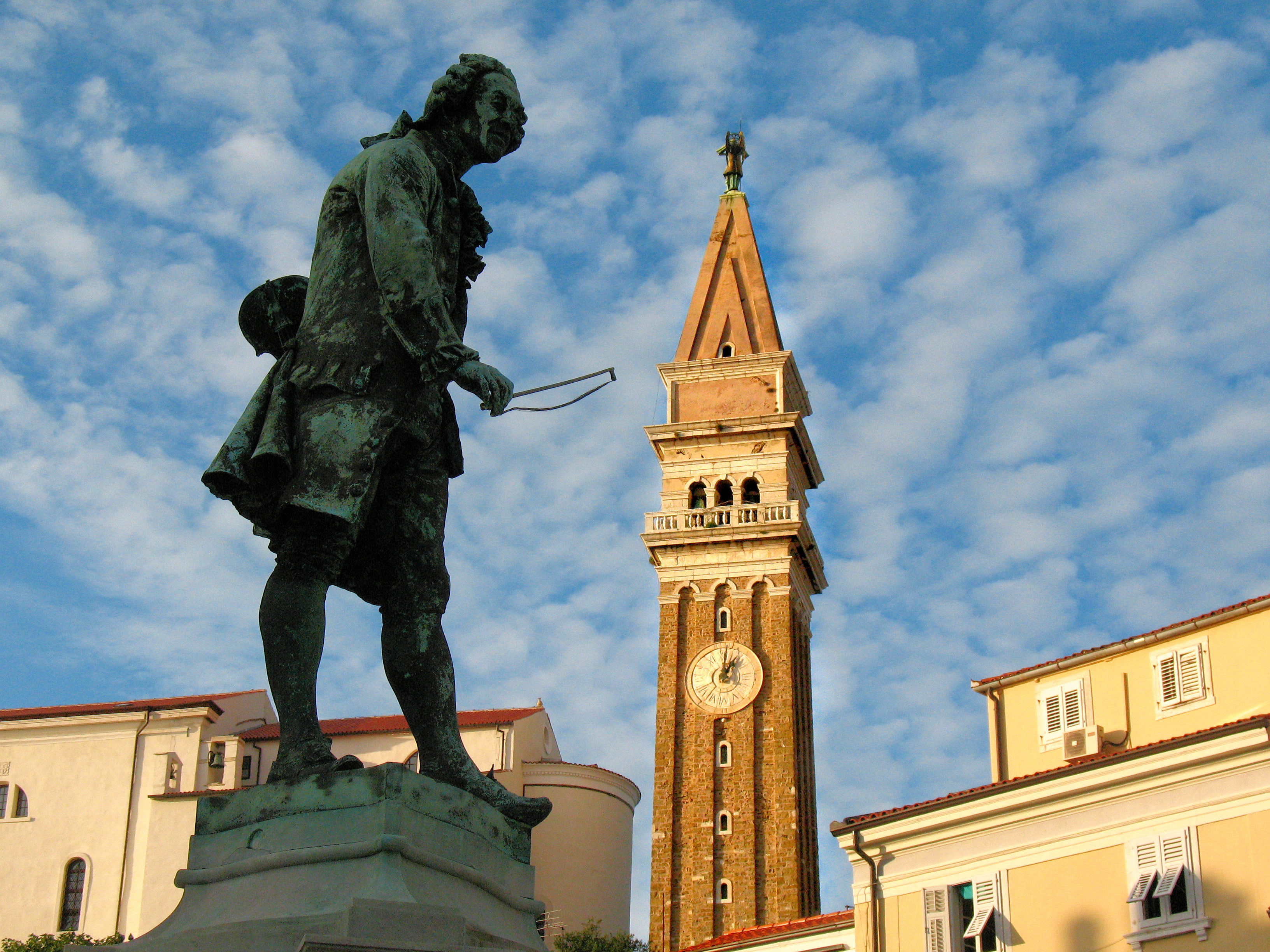
Джузеппе Тартіні
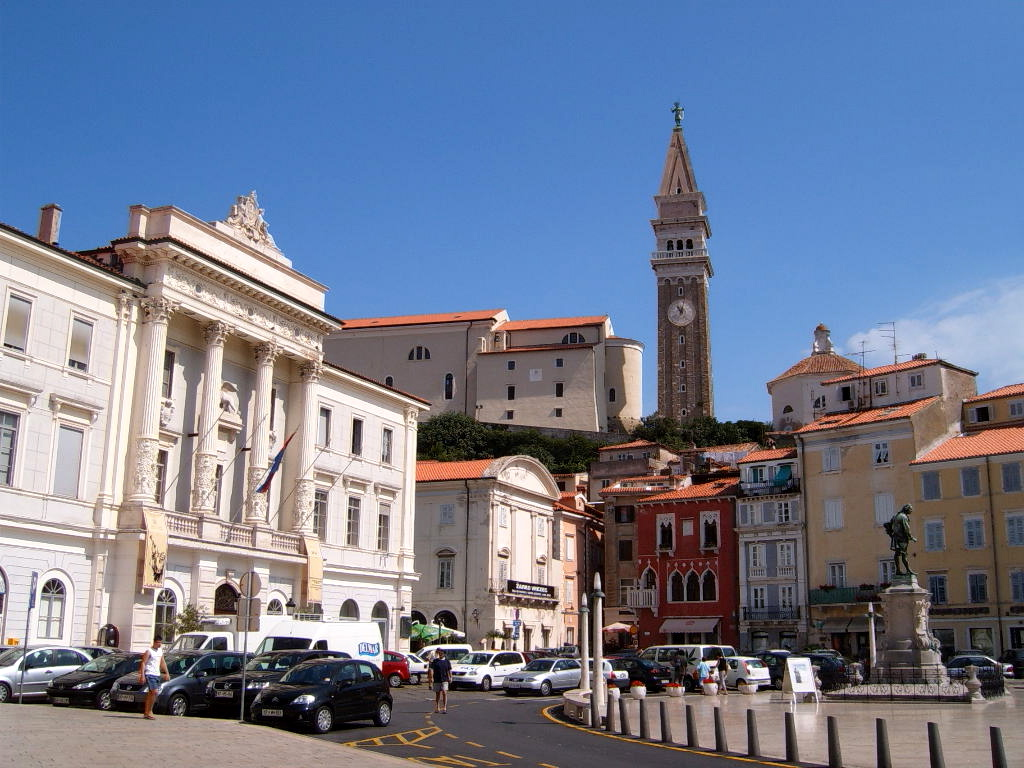
Площа Тартіні
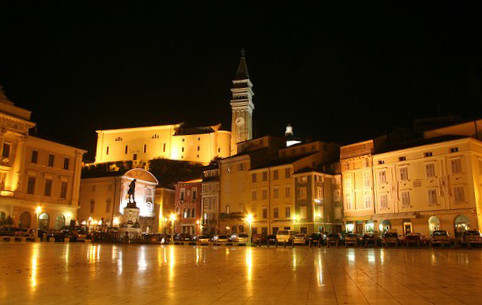
Площа Тартіні вночі
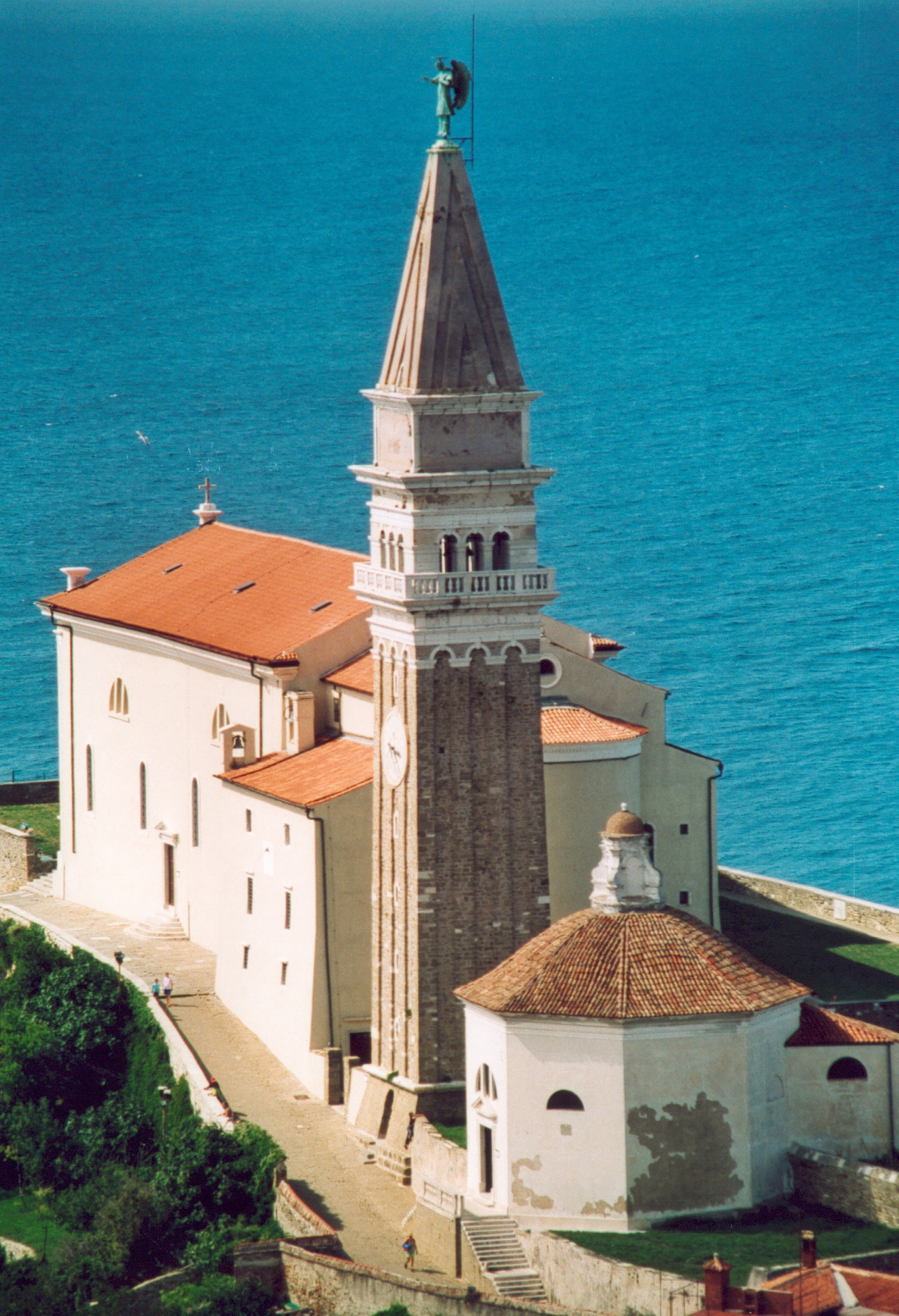
Церква Св. Георгія
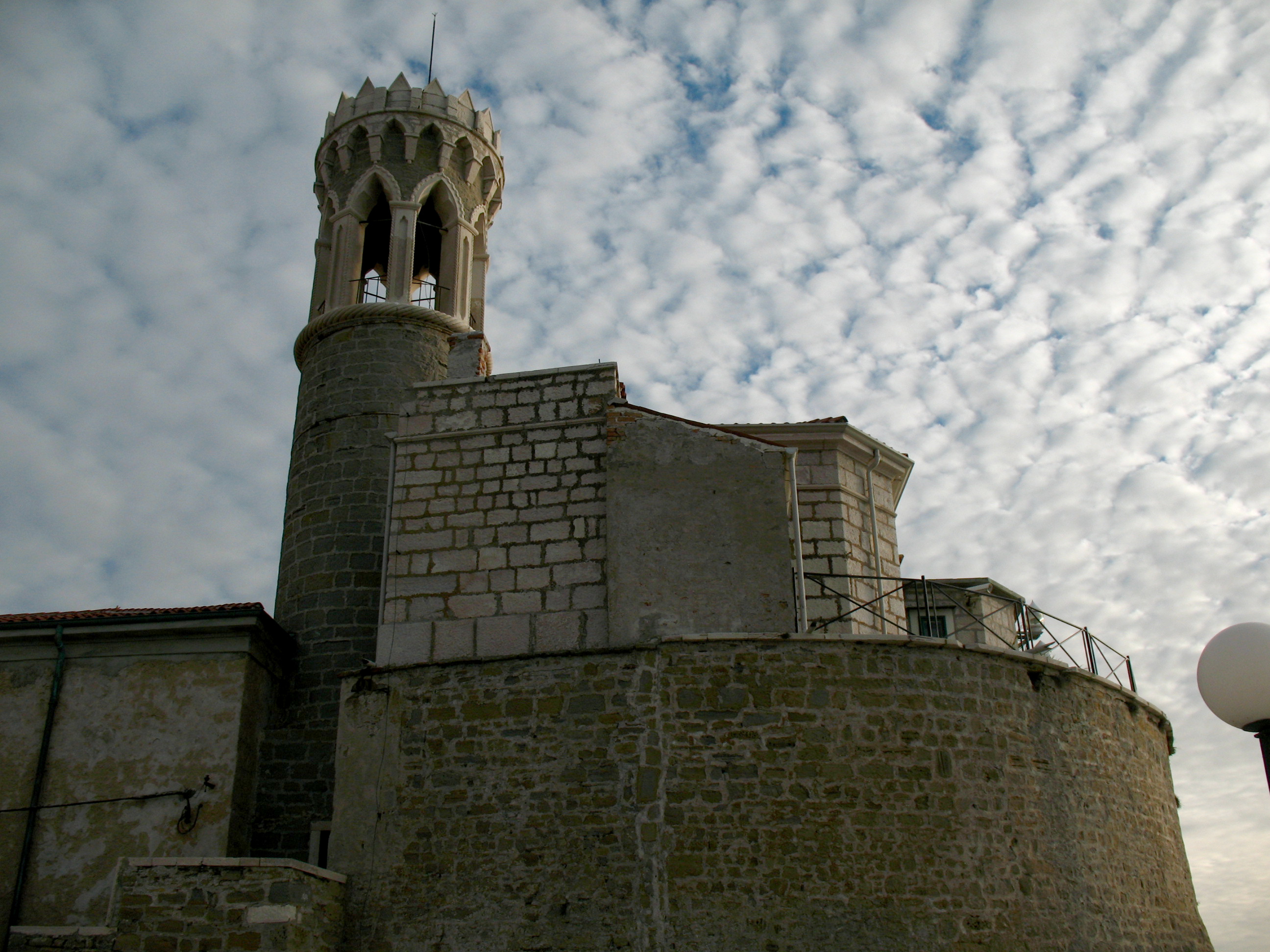
Церква Святого Климента
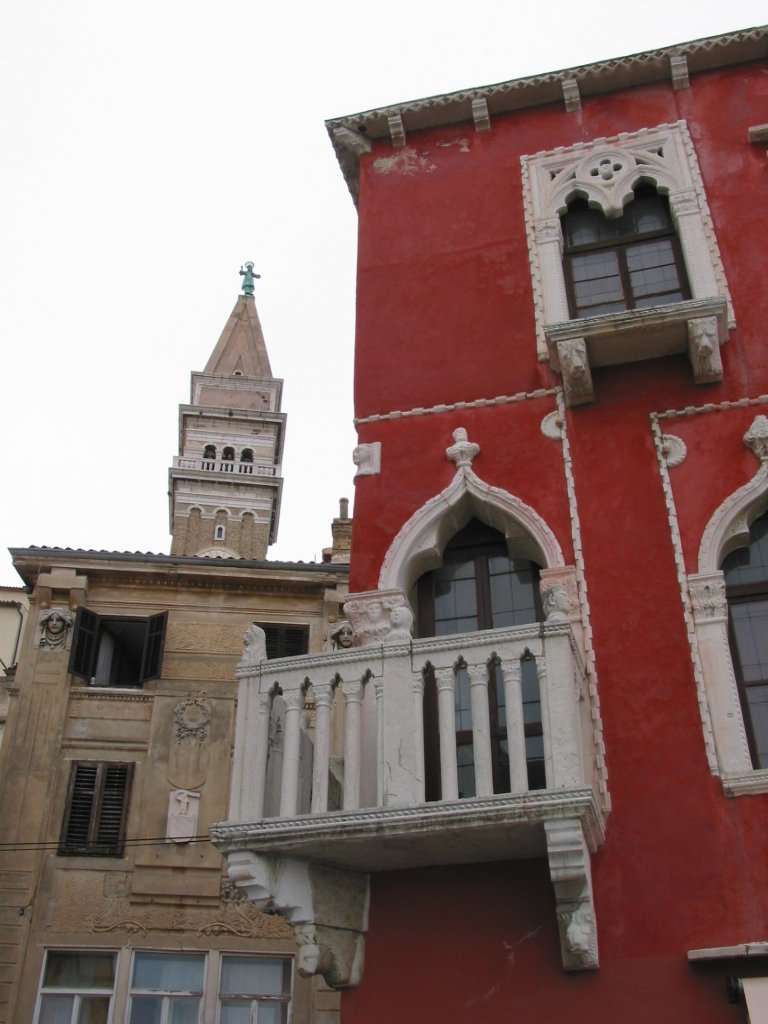
Венеційський стиль
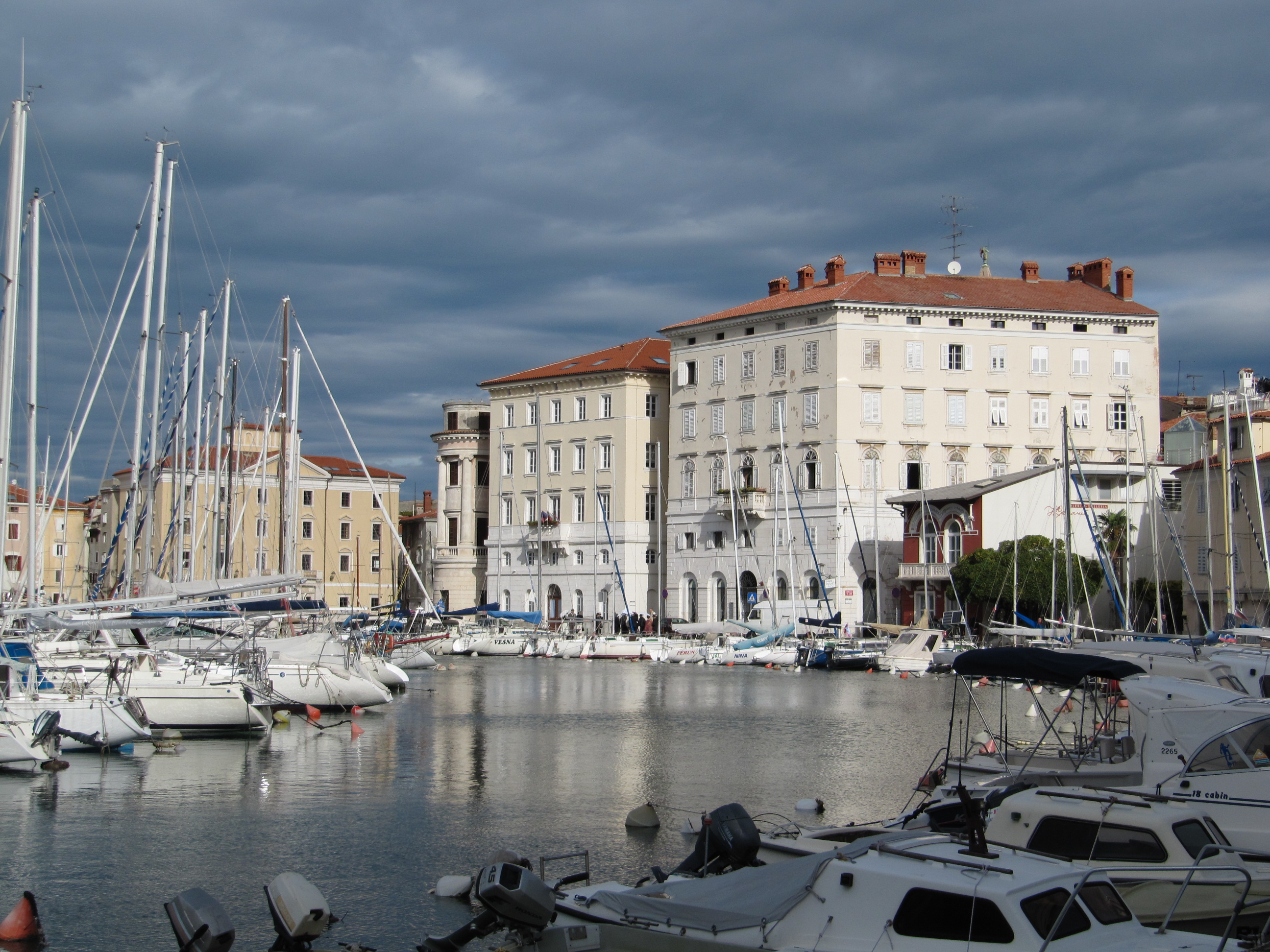
Порт
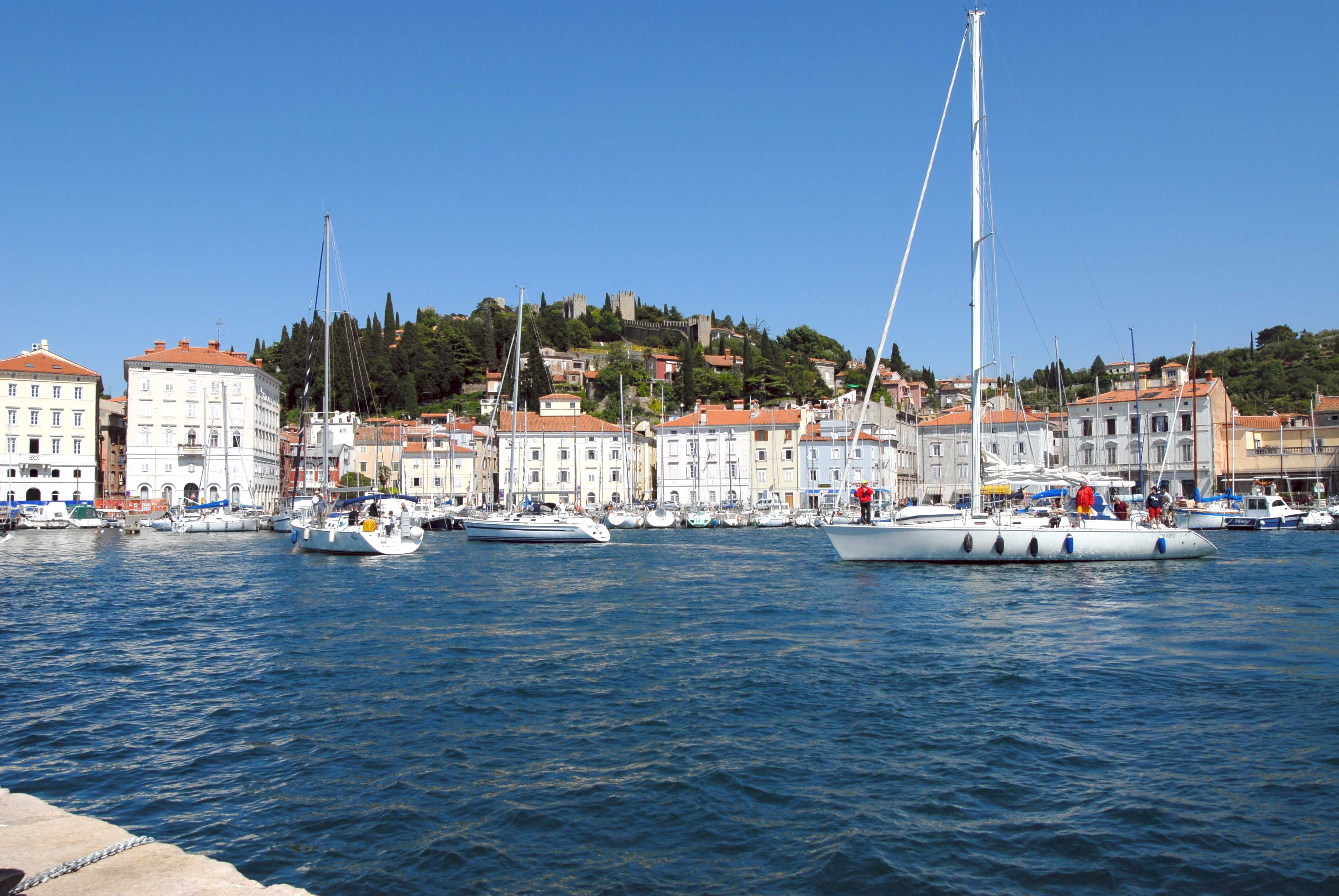
Пиранська гавань
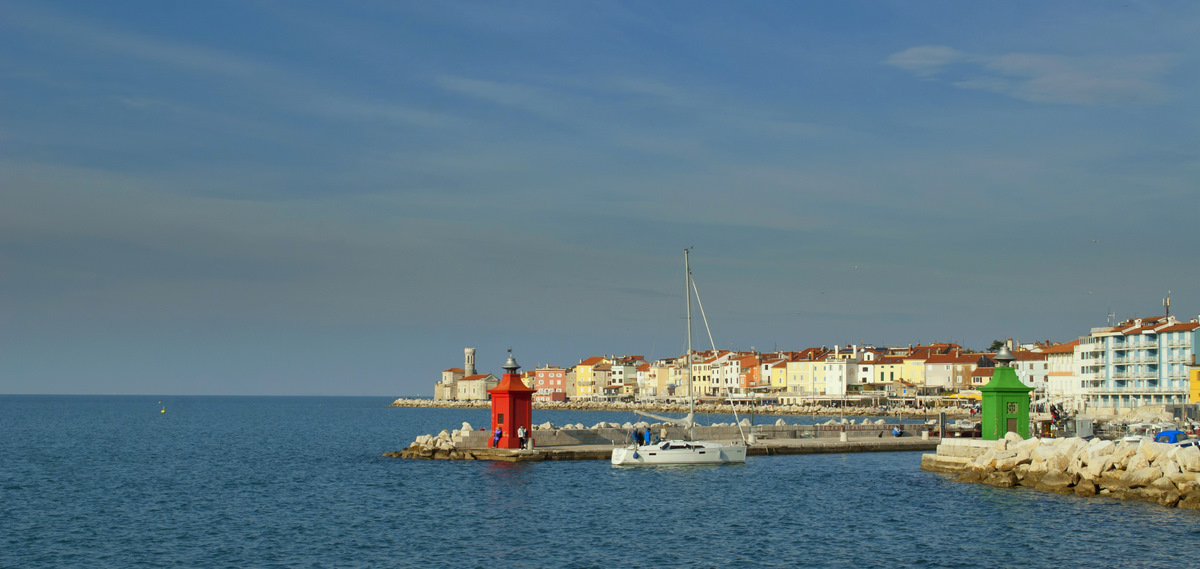
Вхід в Пиранську гавань